# Amerotyphlops yonenagae
Espèce
Synonymes
- Typhlops yonenagae Rodriques, 1991

Amerotyphlops yonenagae est une espèce de serpents de la famille des Typhlopidae. 

## Répartition
Cette espèce est endémique de l'État de Bahia au Brésil.

## Description
Amerotyphlops yonenagae mesure au maximum 200 mm. Sa coloration générale est brun crème. Une ligne longitudinale bien visible s'étend de l'arrière de la tête jusqu'à la queue.

## Étymologie
Cette espèce est nommée en l'honneur de Yatiyo Yonenaga-Yassuda.

## Publication originale
- Rodriques, 1991 : Herpetofauna das dunas interiores do rio Sao Francisco, Bahia, Brasil. 4. Uma nova especie de Typhlops (Ophidia, Typhlopidae). Papéis Avulsos de Zoologia, vol. 37, no 22, p. 343-346.